# Lansana Conté
Lansana Conté (cirka 1934 – 22. december 2008) var Guineas præsident fra 1984 til 2008.
Conté kom til magten ved et statskup kort efter Ahmed Sékou Tourés død.
1. ↑  Navnet er anført på bokmål og stammer fra Wikidata hvor navnet endnu ikke findes på dansk.
2. ↑  Navnet er anført på engelsk og stammer fra Wikidata hvor navnet endnu ikke findes på dansk.
3. ↑  Navnet er anført på bokmål og stammer fra Wikidata hvor navnet endnu ikke findes på dansk.
4. ↑  Navnet er anført på engelsk og stammer fra Wikidata hvor navnet endnu ikke findes på dansk.
5. ↑  Navnet er anført på engelsk og stammer fra Wikidata hvor navnet endnu ikke findes på dansk.